# Isole Baboon
Le Isole Baboon sono un gruppo di diverse isole interne del fiume Gambia nell'omonima nazione in Africa Occidentale.
 
Il nome che tradotto in italiano diventa "Isola dei Babbuini", prende origine dalle colonie di babbuini che sono endemiche dell'isola. 

## Geografia
Con circa 7,5 km di lunghezza e con la forma di mezzaluna l'isola principale si trova a circa 19 km della città di Janjanbureh. Le Isole Baboon hanno una superficie di 585 ettari e comprende altre cinque isole più grandi e due piccole. La vegetazione prevalente è quella tipica della foresta pluviale tropicale qui sotto forma di una foresta a galleria.
Le isole fanno parte del Parco Nazionale del fiume Gambia, che comprende anche le rive del fiume. In questa riserva nel 1979 furono reintrodotto gli scimpanzé. Per proteggere gli animali e i visitatori l'accesso delle isole non è consentito, alcune permessi eccezionali sono possibili con dei permessi da parte delle autorità competenti. Anche la circumnavigazione con barche è stata drasticamente ridotta dal 1998.  Nella zona circostante vivono anche coccodrilli e ippopotami, che costituiscono le ultime vestigia della vita selvatica in Gambia.
| Isola                   | Dimensioni  |
| Isola Baboon I          | 435 ettari  |
| Isola Baboon Island II  | 77 ettari   |
| Isola Baboon Island III | 53 ettari   |
| Isola Baboon Island IV  | ~ 10 ettari |
| Isola Baboon Island V   | ~ 10 ettari |